# Ramon Mayner Socies
Ramon Mayner Socies (El Vendrell, 21 d'abril de 1862 – Reus, 4 de desembre de 1921) va ser un empresari i polític català, diputat a les Corts Espanyoles durant la restauració borbònica.

## Biografia
Va néixer al Vendrell però va venir de jove a Reus en casar-se amb una reusenca, filla de Josep Boule, un important comerciant i empresari francès. Va esdevenir una de les figures principals del ram del comerç del vi. Va exercir diversos càrrecs polítics: militant republicà federal, va ser diputat pel districte electoral de Tarragona-Reus-Falset a les eleccions generals espanyoles de 1903 i 1905. A les eleccions generals espanyoles de 1907 va ser diputat de Solidaritat Catalana, novament escollit a les eleccions de 1910. Era membre de la Cambra de Comerç, de la junta del Centre de Lectura i de la d'Obres del Pantà de Riudecanyes, i també del consell d'administració de "La Electra Reusense SA", Saltos del Segre, i "Transnacional de Exportación e Importación SA", successors de l'empresa del seu sogre. Les terres que va heretar del sogre, entre les quals hi havia el Mas del Boule, també anomenat Mas de Mainer, les va vendre a Joan Sardà i Farriol, i van conformar després el barri Niloga de Reus. El 1908 va ser declarat fill adoptiu de la ciutat quan era alcalde el monàrquic Josep Casagualda. Reus li ha dedicat un passatge.